# Teremia Mare
Teremia Mare là một xã thuộc hạt Timiș, România. Dân số thời điểm năm 2002 là 4152 người.